# Casiano Calderón
Casiano Calderón (Gualeguay, 13 de agosto de 1784 - Paraná, 2 de diciembre de 1865) fue un funcionario, escribano y político argentino, con activa participación en la política de la provincia de Entre Ríos durante gran parte de la primera mitad del siglo XIX.

## Biografía
Estudió en el Colegio de San Carlos de Buenos Aires, y actuó como oficial del regimiento de Húsares de Pueyrredón durante las invasiones inglesas. Concluidos sus estudios, obtuvo el título oficial de escribano. Participó de las expediciones libertadoras a la Banda Oriental a órdenes del coronel Hilarión de la Quintana, y luego del general José Rondeau; su padre colaboró con éste, donando dos buques cargados con mercancías y alimentos.
Regresó a Entre Ríos y tuvo participación en los hechos que llevaron a la disolución de la República de Entre Ríos. Fue diputado provincial por Gualeguay y presidente de la Sala de Representantes. Representó al gobernador Mansilla en la firma del Tratado del Cuadrilátero, en 1822. Fue el redactor del Estatuto Provisorio Constitucional de la Provincia de Entre Ríos, que hizo las veces de constitución provincial por largo tiempo, en colaboración con Domingo de Oro y Pedro José Agrelo. Fue también el autor del escudo de Entre Ríos.
Fue Ministro de Hacienda del gobernador Juan León Solas. En 1826 fue elegido diputado al Congreso Nacional y fue uno de los firmantes de la Constitución de ese año, aun cuando votó en contra de las medidas de carácter unitario incluidas en el mismo.
Se casó en 1830 con una viuda, con la que convivía hacía años y con quien había tenido varios hijos.
En 1831 abrió una escribanía en la ciudad de Paraná, donde se radicó. Colaboró marginalmente con los gobernadores Pascual Echagüe y Justo José de Urquiza.
En 1854 fue nombrado Escribano Mayor de la Confederación Argentina por el presidente Urquiza, ocupando ese cargo hasta la disolución de la misma en 1861.
Falleció en Paraná a fines de 1865.